# Granuliterebra oliverai
Granuliterebra oliverai é uma espécie de gastrópode do gênero Granuliterebra, pertencente a família Terebridae.